# El Banco, Landa de Matamoros
El Banco är en ort i Mexiko.   Den ligger i kommunen Landa de Matamoros och delstaten Querétaro Arteaga, i den centrala delen av landet, 200 km norr om huvudstaden Mexico City. El Banco ligger 1 299 meter över havet och antalet invånare är 178.
Terrängen runt El Banco är kuperad åt nordväst, men åt sydost är den bergig. Runt El Banco är det ganska glesbefolkat, med 42 invånare per kvadratkilometer. Närmaste större samhälle är El Lobo, 6,0 km norr om El Banco. I omgivningarna runt El Banco växer huvudsakligen savannskog.